# Geboortehuis van Elvis Presley
Het geboortehuis van Elvis Presley (Engels, voluit: Elvis Presley Birthplace Museum & Chapel) staat in Tupelo in de Amerikaanse staat Mississippi. 
Hier is een museum en een kapel ingericht ter nagedachtenis aan de rock-'n-rollzanger en filmacteur Elvis Presley (1935-1977). Het huis maakt deel uit van de Mississippi Blues Trail.
In het museum worden stukken bewaard uit het leven van Elvis en de kapel bevat stukken uit de kerk waar hij en zijn familie werd gedoopt. Het huis overleefde de tornado van 5 april 1936 die op circa 12 km afstand langs raasde. Het gezin had het financieel moeilijk en moest dit shotgun house verlaten toen hij een paar jaar oud was.

## Galerij

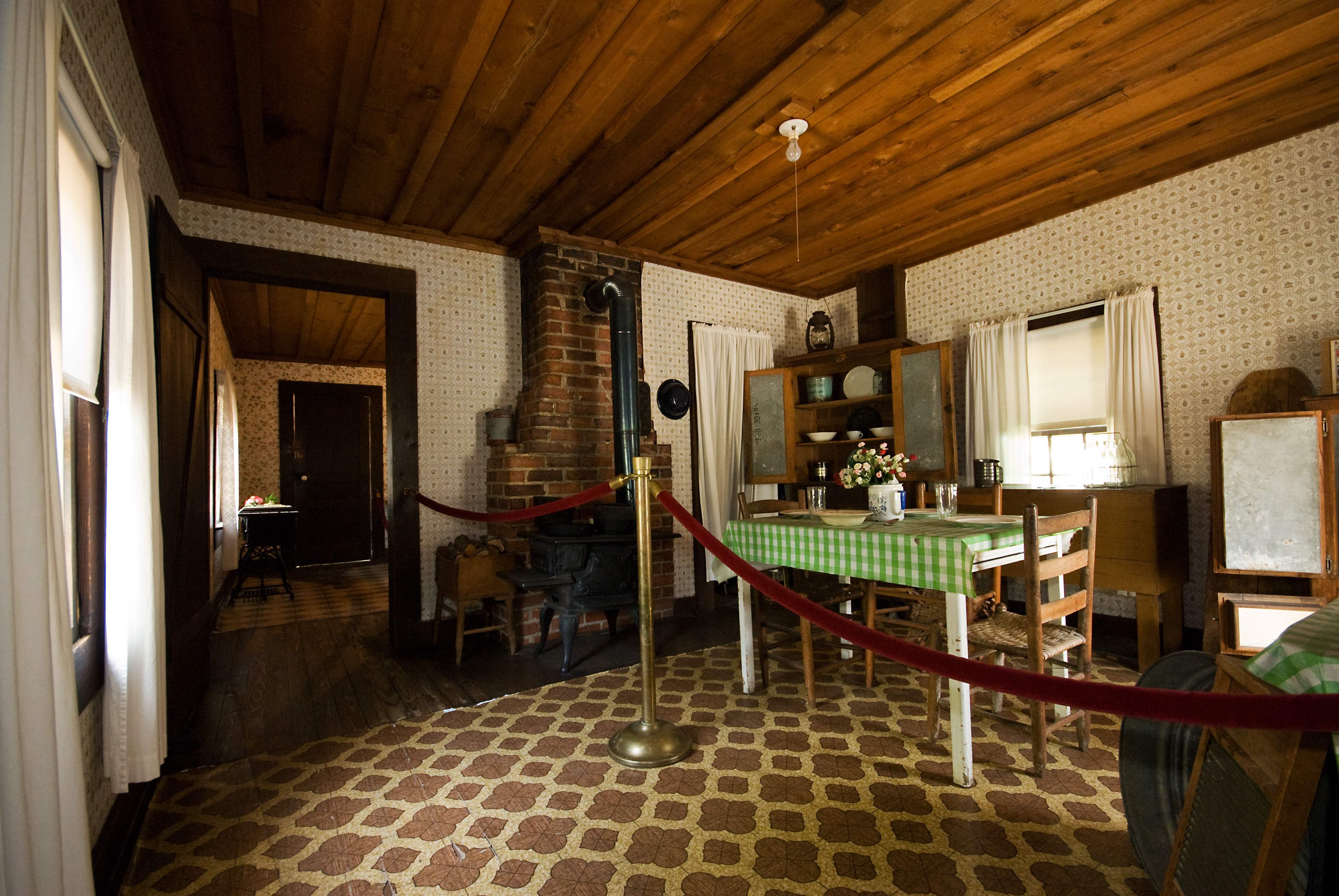
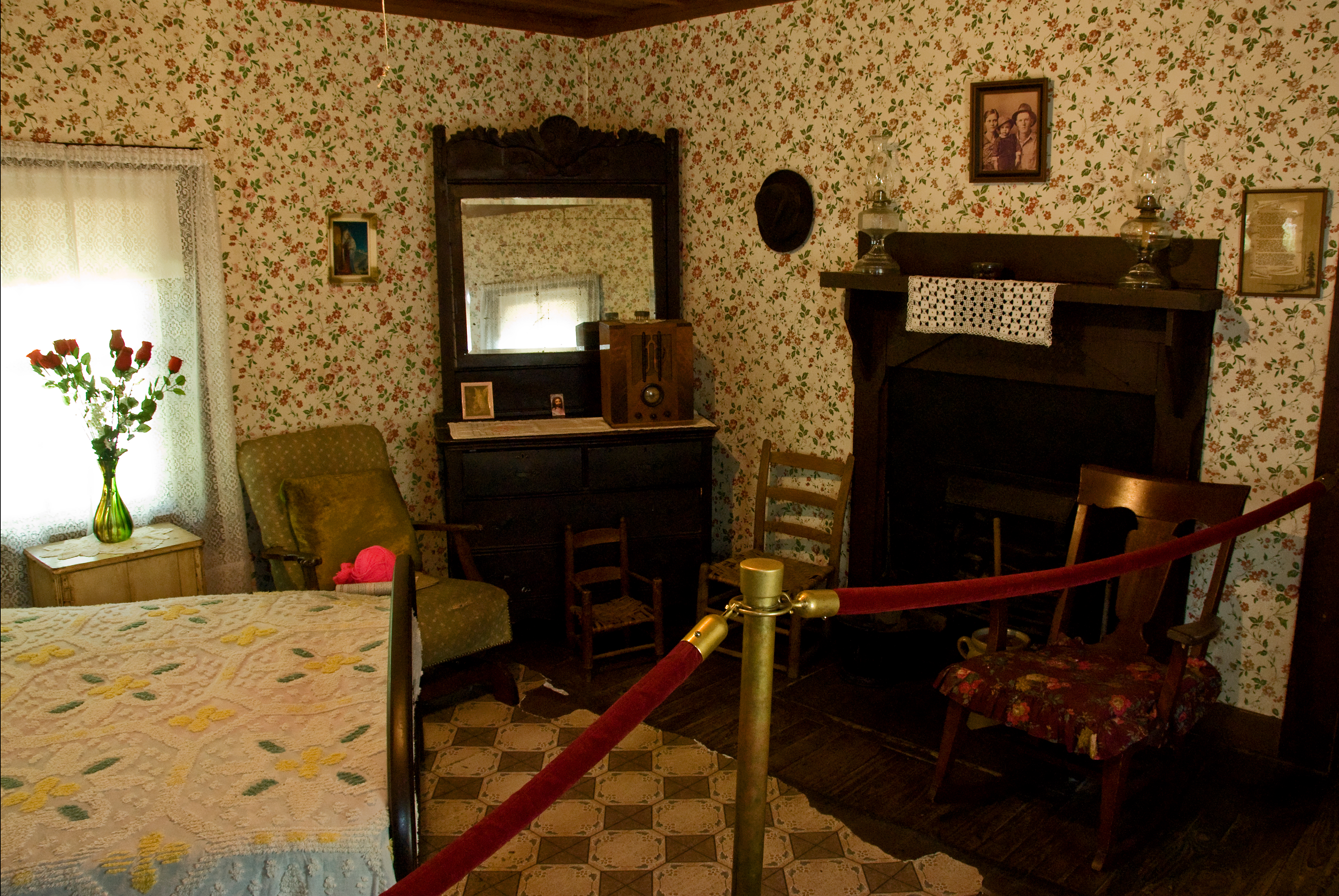
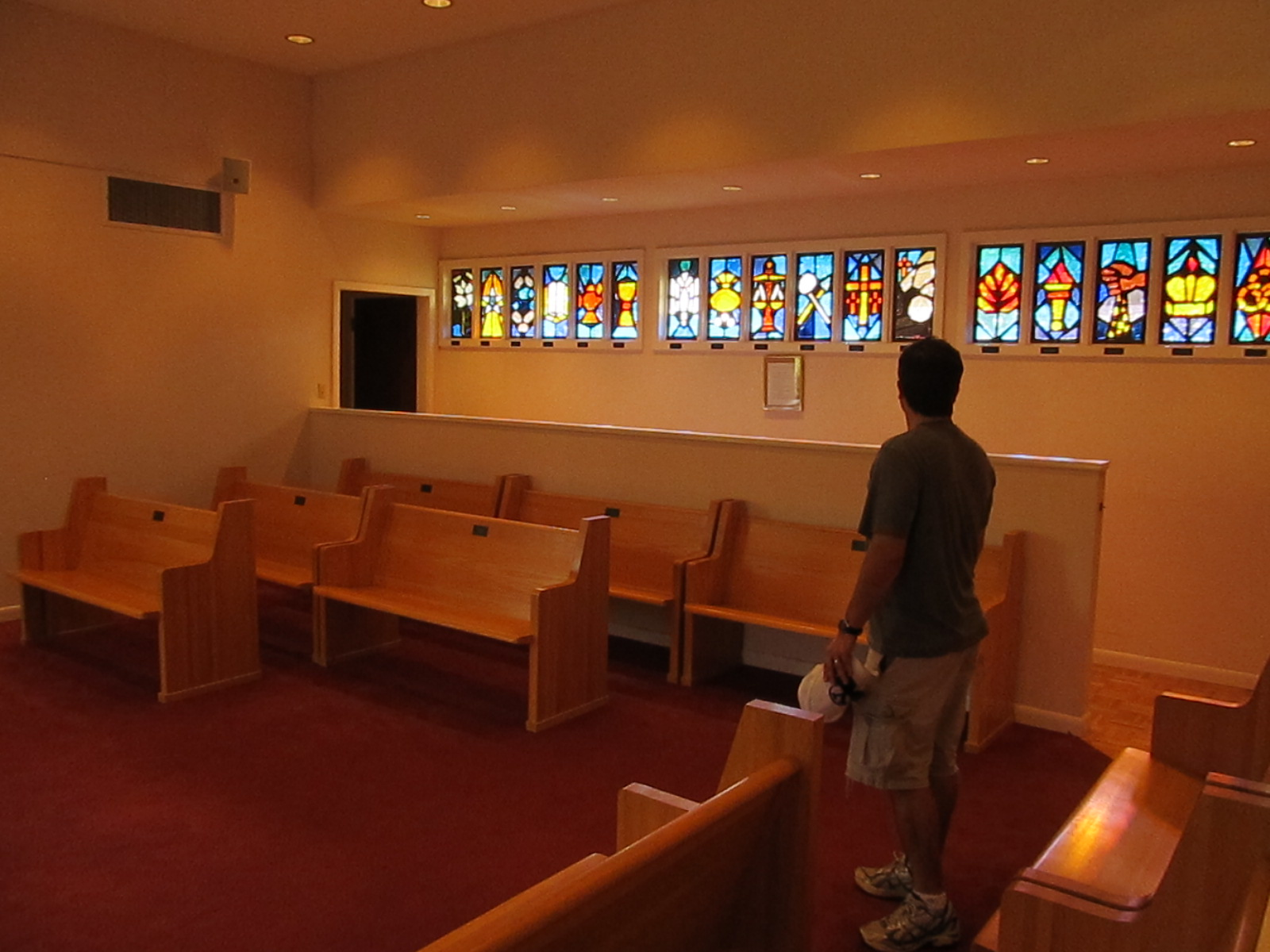
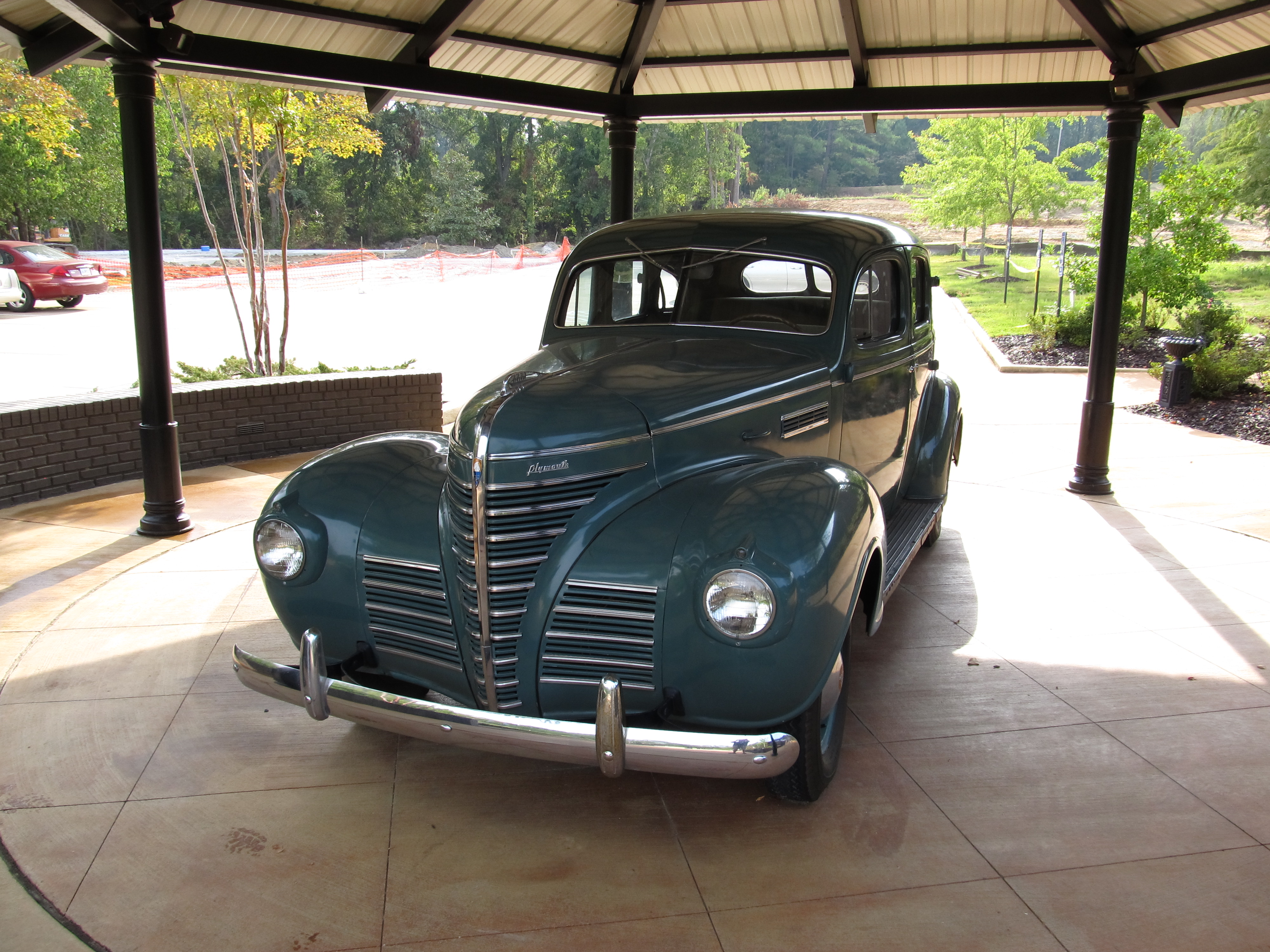